# Parafia Podwyższenia Krzyża Świętego w Kobylanach
Parafia Podwyższenia Krzyża Świętego w Kobylanach – parafia rzymskokatolicka, znajdująca się w archidiecezji krakowskiej, w dekanacie Bolechowice. W parafii posługują księża diecezjalni. W latach 1995–2018 proboszczem parafii był ks. Józef Iwulski. Od 1 lipca 2023 roku proboszczem parafii jest Ksiądz Kanonik Krzysztof Polewka..